# Lex Schoorel
Lex Schoorel (Buitenzorg, Nederlands-Indië, 26 december 1938) is een Nederlands acteur en musicus.
Schoorel verbleef in zijn kinderjaren in een Jappenkamp in Nederlands-Indië. Hij kwam in 1946 naar Nederland, doorliep de HBS en vervolgens de toneelschool in Arnhem. Samen met Ad Hoeymans, Else Valk en Jack Horn was hij in 1959 de eerste lichting acteurs die afstudeerde aan het instituut. Hun eindproject, het toneelstuk John Walker werd datzelfde jaar live uitgezonden op de televisie.
Door de militaire dienst debuteerde hij pas in 1961 bij het Rotterdams Toneel.
Op televisie was hij onder meer te zien in "Vrouwtje Bezemsteel" als Sam Pardoes.
Zijn grote doorbraak kwam met de hoofdrol in de door Fons Rademakers geregisseerde speelfilm Als twee druppels water, naar het boek De donkere kamer van Damokles van W.F. Hermans.
Hierna volgde een rol in de buitenlandse speelfilm "Modesty Blaise" (1966).
Hij speelde rollen onder meer in Romeo en Julia en bij vijf theatergezelschappen.
Zijn eerste regie, De Dwergen van Pinter, was een succes. Kort na zijn dertigste jaar maakte hij de overstap naar de klassieke muziek, als zanger en als componist. Rond 1980 volgde een lange periode van ziekte (oorlogstrauma). Na 1982 keerde hij terug als acteur, regisseur en toneelschrijver en hij speelde een hoofdrol in de jeugdserie Duel in de diepte en in het kostuumdrama "Armoede" van de NCRV.
Verschillende keren verbleef hij voor langere tijd in Australië. Vanaf 1994 richtte hij zich volledig op de klassieke muziek. Schoorel componeerde onder de naam Pari Alexander Schoorel liederen en duetten op teksten van Vlaamse en Nederlandse dichters. In september 2005 vond er een concert plaats in de Paaskerk te Baarn waaraan 15 muzikanten meewerkten. Daarin waren fragmenten van zijn kameropera Romeo en Julia te horen, naast muziek voor een a-capella-ensemble en vier duetten op tekst van de Australische dichteres Judith Wright. In januari 2011 werd er een pianokwartet van zijn hand uitgevoerd in de Stadsgehoorzaal te Kampen, door pianokwartet Indigo.
Eind 2013 en in februari 2014 werd zijn autobiografie De Onzichtbare Acteur in twee delen gepubliceerd.

## Filmografie (selectie)
- 1986: Het wassende water (televisieserie)
- 1981: Armoede (televisieserie)
- 1979: Duel in de diepte (televisieserie)
- 1979: Grijpstra en De Gier (film)
- 1972: The Little Ark
- 1969: Floris (televisieserie)
- 1965: Jongens, jongens, wat een meid
- 1963: Als twee druppels water
- 1963: Naspel op Nederhorst (televisie)